# Barjac (Ariège)
 Barjac  es una población y comuna francesa, en la región de Mediodía-Pirineos, departamento de Ariège, en el distrito de Saint-Girons y cantón de Sainte-Croix-Volvestre.

## Demografía
| 34 | 30 | 26 | 29 | 29 | 42 |
| Para los censos de 1962 a 1999 la población legal corresponde a la población sin duplicidades (Fuente: INSEE [Consultar]) |    |    |    |    |    |